# Izolator electric

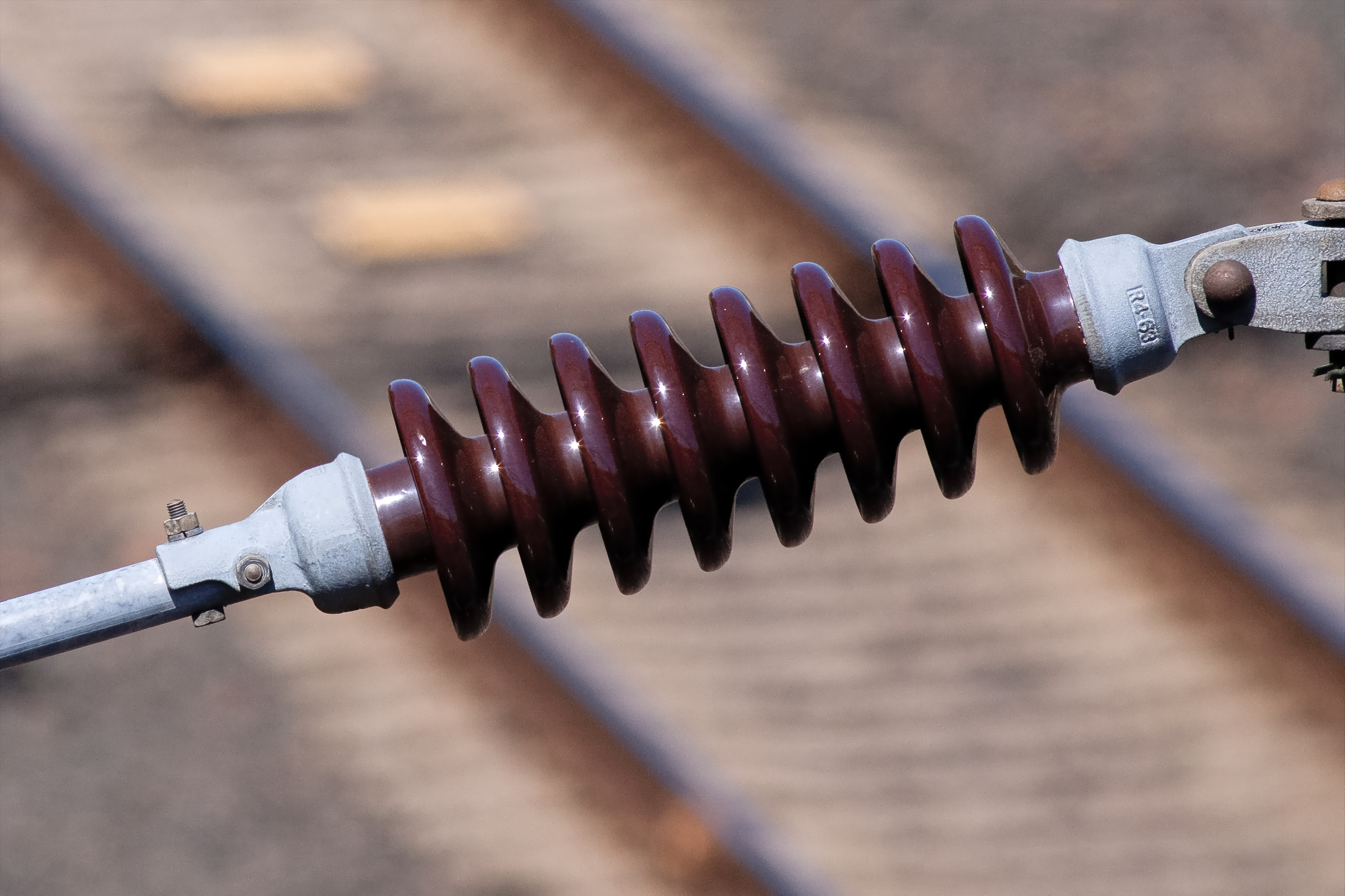
Izolator ceramic utilizat pe căile ferate electrificate

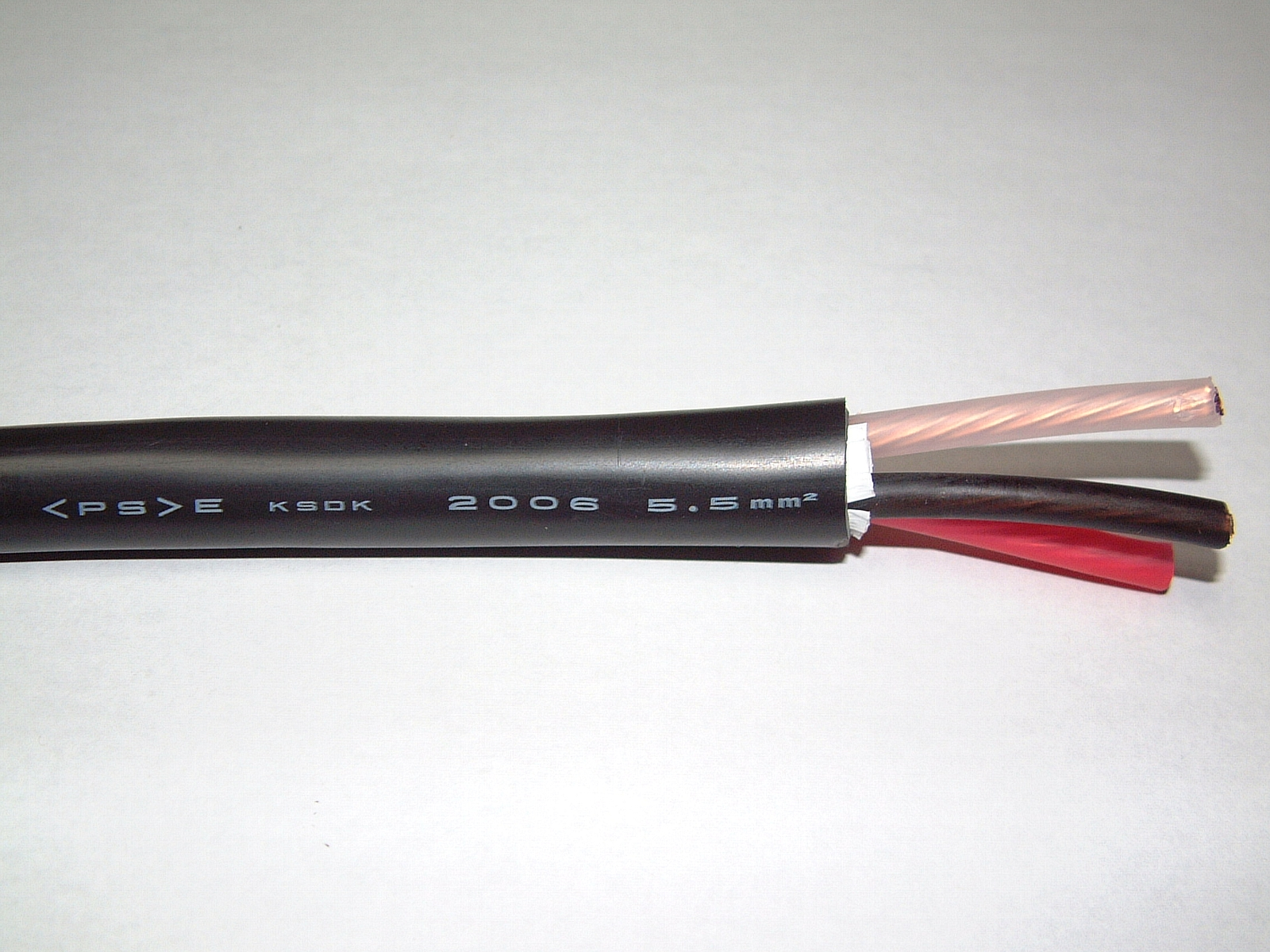
Cablu de alimentare din 3 fire din cupru, fiecare miez cu mantale izolate cu coduri de culori individuale, toate conținute într-o manta protectoare exterioară

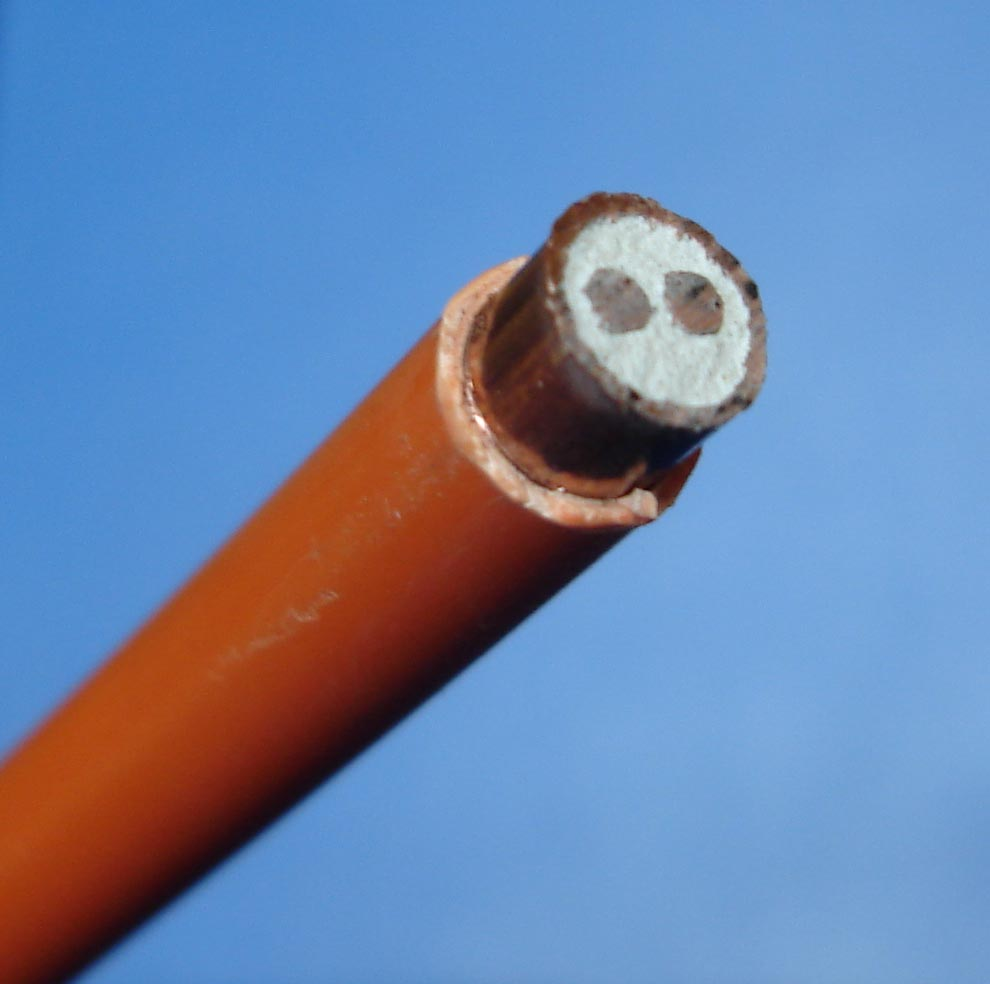
Un cablu din cupru izolat cu izolație minerală din PVC cu 2 miezuri conductoare

Un izolator electric este un material ale căror sarcini electrice interne nu curg liber, fiind foarte puțin curent electric, el va trece prin el sub influența unui câmp electric. Acest lucru contrastează cu alte materiale, semiconductori și conductori, care conduc curentul electric mai ușor. Proprietatea care distinge un izolator este rezistența sa; deci izolatorii au o rezistivitate mai mare decât semiconductorii sau conductorii.
Un izolator perfect nu există, deoarece chiar izolatorii conțin un număr mic de sarcini mobile (sarcini de carieră) care pot transporta curent. În plus, toți izolatorii devin conducători electrici atunci când se aplică o tensiune suficient de mare astfel încât câmpul electric să-i țină atomii departe de electroni. Acesta este cunoscut sub denumirea de descompunerea unei tensiuni a unui izolator. Unele materiale cum ar fi sticla, hârtia și teflonul, care au o rezistivitate ridicată, sunt izolatori electrici foarte buni. O clasă mult mai mare de materiale, chiar dacă acestea pot avea o rezistivitate mai redusă în vrac, sunt încă destul de bune pentru a împiedica scurgerea curentului semnificativ la tensiunile utilizate în mod obișnuit și, prin urmare, sunt utilizate ca izolație pentru cablarea electrică și cabluri. Exemplele includ polimeri de tip cauciuc și majoritatea materialelor plastice care pot fi termorezistente sau termoplastice în natură.
Izolatorii sunt utilizați în echipamente electrice pentru a susține și separa conductorii electrici fără a permite curentul prin ei însăși. Un material izolator folosit în vrac pentru înfășurarea de cabluri electrice sau alte echipamente se numește izolație. Termenul izolator este, de asemenea, folosit mai specific pentru a se referi la suporturile de izolatoare utilizate pentru a atașa liniile de distribuție sau de transmisie a energiei electrice la stalpii de utilitate și la turnurile de transmisie. Aceștia suportă greutatea firelor suspendate fără a permite ca curentul să curgă prin turn spre pământ.

## Fizica conductivității în solide
Izolația electrică este absența conductivității electrice. Teoria benzii electronice (o ramură a fizicii) spune că o sarcină curge dacă stările sunt disponibile în care electronii pot fi excitați. Aceasta permite electronilor să câștige energie și astfel să treacă printr-un conductor, cum ar fi un metal. Dacă nu există astfel de stări, materialul este un izolator.
Majoritatea izolatorilor au un decalaj mare de bandă. Acest lucru se întâmplă deoarece banda de "valență" care conține cele mai mari electroni de energie este plină, iar un spațiu mare de energie separă această bandă de următoarea deasupra ei. Există întotdeauna o anumită tensiune (numită tensiunea de defalcare) care dă suficientă energie electronilor pentru a fi excitată în această bandă. Odată ce această tensiune este depășită, materialul încetează să mai fie un izolator, iar încărcarea începe să treacă prin el. Cu toate acestea, este însoțită, de obicei, de modificări fizice sau chimice care degradează permanent proprietățile izolatoare ale materialului.
Materialele care nu au conducție de electroni sunt izolatoare dacă le lipsește și alte sarcini mobile. De exemplu, dacă un lichid sau un gaz conține ioni, atunci ionii pot fi făcuți să curgă ca un curent electric, iar materialul este un conductor. Electroliții și plasmele conțin ioni și acționează ca conductori indiferent dacă este sau nu este implicat fluxul de electroni.

### Defalcare
Când sunt supuși unei tensiuni destul de ridicate, izolatorii suferă de fenomenul de defectare electrică. Atunci când câmpul electric aplicat pe o substanță izolatoare depășește în orice loc câmpul de are a pragului pentru substanța respectivă, insulatorul devine brusc un conductor, provocând o creștere mare a curentului, un arc electric prin substanță. Defalcarea electrică apare atunci când câmpul electric din material este suficient de puternic pentru a accelera purtătoarele de încărcare gratuite (electroni și ioni care sunt întotdeauna prezenți la concentrații scăzute) la o viteză suficient de mare pentru a bate electronii de la atomi atunci când îi lovește, ionizând atomii. Acești electroni și ioni liberi sunt, la rândul lor, accelerați și loviți alți atomi, creând mai mulți purtători de sarcină, într-o reacție în lanț. Rapid, izolatorul se umple cu suporturi mobile de încărcare, iar rezistența acestuia scade la un nivel scăzut. Într-un solid, tensiunea de defalcare este proporțională cu energia de decalaj a benzii. Când se produce descărcarea coroanei, aerul dintr-o zonă în jurul unui conductor de înaltă tensiune se poate descompune și se poate ioniza fără o creștere catastrofică a curentului. Cu toate acestea, în cazul în care zona de defectare a aerului se extinde la un alt conductor la o altă tensiune, acesta creează o cale conductivă între ele și un curent mare curge prin aer, creând un arc electric. Chiar și un vid poate suferi un fel de defecțiune, dar în acest caz, arcul de descompunere sau de vid implică sarcini evacuate de pe suprafața electrozilor metalici, mai degrabă decât produsă de vidul însuși. În plus, toți izolatorii devin conductori la temperaturi foarte ridicate, deoarece energia termică a electronilor de valență este suficientă pentru a le pune în banda de conducție.

## Utilizări
O acoperire foarte flexibilă a unui izolator este adesea aplicată la sârma electrică și la cablu, aceasta se numește sârmă izolată. Uneori, firele nu utilizează un strat izolator, ci doar aer, deoarece o acoperire solidă (de exemplu, din material plastic) poate fi impracticabilă. Cu toate acestea, firele în care se ating reciproc produc conexiuni încrucișate, scurtcircuite și pericole de incendiu. În cablul coaxial, conductorul central trebuie să fie susținut exact în mijlocul scutului gol pentru a preveni reflexiile undei EM. În cele din urmă, firele care expun tensiuni mai mari de 60 V pot provoca șocuri umane și pericole de electrocutare. Acoperirile izolatoare ajută la prevenirea tuturor acestor probleme. Unele fire au o acoperire mecanică fără o tensiune nominală (exemplu: service-drop, sudura, sunetul, cablu termostat etc.) Un cablu izolat sau cablu are o tensiune nominală și o valoare maximă a temperaturii conductorului. capacitate), deoarece aceasta depinde de mediul înconjurător (de ex. temperatura ambiantă). În sistemele electronice, plăcile cu circuite imprimate sunt fabricate din plastic epoxidic și din fibră de sticlă. Plăcile neconductoare suportă straturile conductorilor din folie de cupru. În dispozitivele electronice, componentele minuscule și delicate active sunt înglobate în materiale plastice epoxidice sau fenolice neconductoare sau în acoperiri din sticlă sau ceramică coapte. În componentele microelectronice, cum ar fi tranzistorii și circuitele integrate, materialul de siliciu este în mod normal un conductor din cauza dopajului, dar poate fi ușor transformat selectiv într-un bun izolator prin aplicarea căldurii și a oxigenului. Oxidul de siliciu este cuarț, adică dioxid de siliciu, componenta primară a sticlei. În sistemele de înaltă tensiune care conțin transformatoare și condensatoare, uleiul izolator lichid este metoda tipică utilizată pentru prevenirea arcurilor. Uleiul înlocuiește aerul în spații care trebuie să suporte o tensiune semnificativă fără defecțiuni electrice. Alte materiale de izolație ale sistemelor de înaltă tensiune includ suporturi de sârmă din ceramică sau de sticlă, gaz, vid și pur și simplu plasarea unor fire suficient de îndepărtate pentru a folosi aer ca izolație.

## Izolatori pentru telegrafe și transmisie de putere

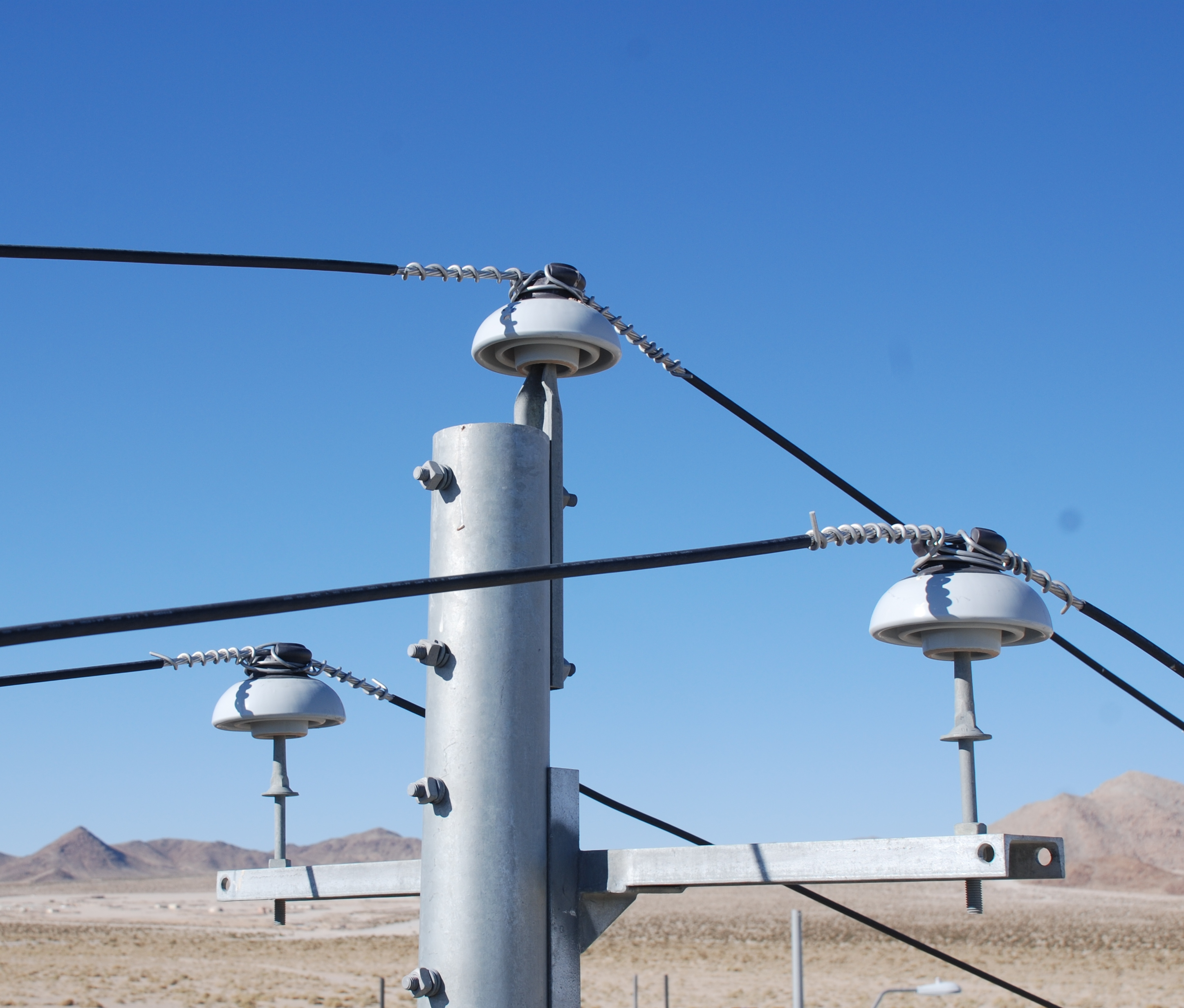
Linia electrică cu izolatoare ceramice din California, SUA

Conductoarele electrice de înaltă tensiune pentru o linie de înaltă tensiune sunt simple și sunt izolate de aerul din jur. Conductorii pentru tensiuni mai mici în distribuție pot avea o anumită izolație, dar sunt adesea simpli. Suporturile izolatoare numite izolatori sunt necesare în punctele în care sunt susținute de stalpii de utilitate sau turnurile de transmisie. Izolatorii sunt, de asemenea, necesari în cazul în care firul intră în clădiri sau dispozitive electrice, cum ar fi transformatoarele sau întreruptoarele, pentru a izola conductorul din carcasă. Acești izolatori neacoperiți cu un conductor în interiorul lor sunt numite bucșe.

### Material
Izolatorii utilizați pentru transmisia de înaltă tensiune sunt fabricați din materiale de polimer de sticlă, porțelan sau compozit. Izolatorii de porțelan sunt fabricați din argilă, cuarț sau alumină și feldspat și sunt acoperiți cu glazură netedă pentru a curăța apa. Izolatorii din porțelan bogat în alumină sunt utilizați acolo unde rezistența mecanică ridicată este un criteriu. Porțelanul are o rezistență dielectrică de aproximativ 4-10 kV/mm. Sticla are o rezistență dielectrică mai mare, dar atrage condensarea și formele groase neregulate necesare pentru izolatori sunt greu de turnat fără tulpini interne.  Unii producători de materiale izolatoare au încetat să producă izolatori de sticlă la sfârșitul anilor 1960, trecând la materiale ceramice.

### Design
Defecțiunea electrică a unui izolator datorată tensiunii excesive poate apărea în unul din două moduri:
Un arc de puncție este o defalcare și conducere a materialului izolatorului, provocând un arc electric prin interiorul izolatorului. Căldura care rezultă din arc de obicei distruge izolatorul iremediabil. Punctul de tensiune este tensiunea pe izolator (atunci când este instalată în modul său normal) care provoacă un arc de puncție.
Un arc de aprindere este o defecțiune și conducere a aerului în jurul sau de-a lungul suprafeței izolatorului, provocând un arc de-a lungul exteriorului izolatorului. Izolatoarele sunt concepute, de obicei, pentru a rezista flashover-ului fără deteriorări. Blițul de tensiune este tensiunea care provoacă un arc cu bliț.
Majoritatea izolatorilor de înaltă tensiune sunt proiectați cu o tensiune mai mică decât tensiunea de penetrare, astfel încât acestea să se aprindă înainte de puncție, pentru a evita deteriorarea.
Murdăria, poluarea, sarea și în special, apa de pe suprafața unui izolator de înaltă tensiune pot crea o cale conductivă peste acesta, provocând scurgere curenți și flashover-uri. Tensiunea de declanșare poate fi redusă cu mai mult de 50% atunci când izolatorul este umed. Instalațiile de înaltă tensiune destinate utilizării în exterior sunt concepute pentru a maximiza lungimea căii de scurgere de-a lungul suprafeței de la un capăt la altul, numită lungimea creepuului, pentru a minimiza aceste scurgeri de curenți. Pentru a realiza acest lucru, suprafața este turnată într-o serie de corduri sau forme concentrice de discuri. Acestea includ, de obicei, una sau mai multe clădiri; în jos, cu suprafețe în formă de cupă, care acționează ca umbrele, pentru a se asigura că partea din traseul de scurgere a suprafeței de sub cupă rămâne uscată pe vreme umedă. Distanțele minime de creep sunt de 20-25 mm / kV, dar trebuie crescute în zone cu poluare ridicată sau în zone cu sare marină aeropurtată.